# 巴伊-罗曼维利耶
巴伊-罗曼维利耶（法語：Bailly-Romainvilliers，法語發音：[baji ʁɔmɛ̃vilje] ⓘ）是法国法蘭西島大區塞纳-马恩省的一个市镇，属于托尔西区。 

## 地理
巴伊-罗曼维利耶（48°50'49"N, 2°49'23"E）面积8.01 平方千米，位于法国法蘭西島大區塞纳-马恩省，该省份为法国北部内陆省份，北起瓦兹省，西接埃松省、马恩河谷省、塞纳-圣但尼省和瓦兹河谷省，南至卢瓦雷省，东南接约讷省，东临马恩省和奥布省，东北接埃纳省。
与巴伊-罗曼维利耶接壤的市镇（或旧市镇、城区）包括：塞里斯、孔特新城、圣但尼新城、库特夫鲁、马尼勒翁格尔。

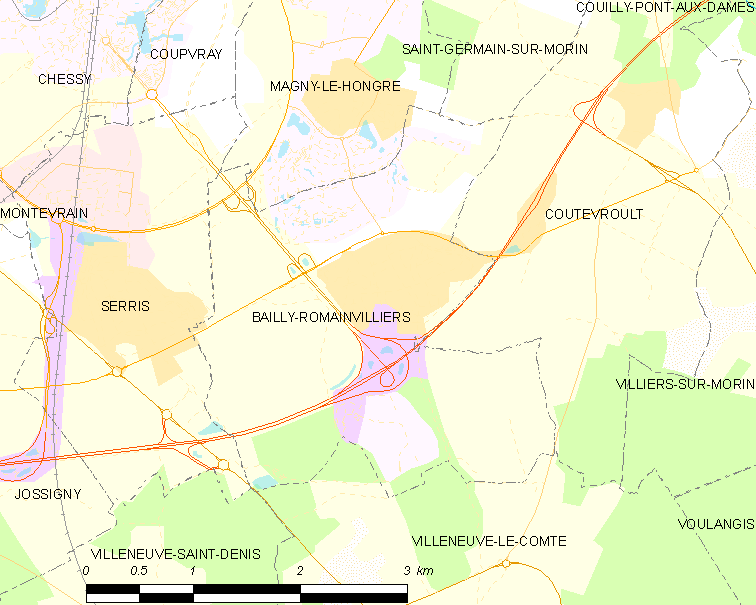
巴伊-罗曼维利耶的OSM定位图

巴伊-罗曼维利耶的时区为UTC+01:00、UTC+02:00（夏令时）。

## 行政
巴伊-罗曼维利耶的邮政编码为77700，INSEE市镇编码为77018。

## 政治
巴伊-罗曼维利耶所属的省级选区为塞里斯县。

## 人口

1962-2008年间巴伊-罗曼维利耶人口变化图示

巴伊-罗曼维利耶于2022年1月1日时的人口数量为7049人。